# Мориц фон Анхалт-Десау
Мориц фон Анхалт-Десау (на немски: Moritz von Anhalt-Dessau; * 31 октомври 1712 в Десау; † 11 април 1760 в Десау) от род Аскани е принц на Анхалт-Десау и пруски генерал-фелдмаршал.
Той е петият син на пруския генерал-фелдмаршал княз Леополд I фон Анхалт-Десау (1676 – 1747) и съпругата му имперска графиня Анна Луиза Фьозе (1677 – 1754).
Мориц започва 1725 г. военна служба в Кралство Прусия. През 1736 г. е полковник, 1742 г. генерал-майор. Отличава се през Седемгодишната война и през 1757 г. е генерал-фелдмаршал.
В битката при Хохкирх (14 октомври 1758) между Австрия и Прусия той е ранен на ръката и попада в плен. Получава отряване на кръвта и след освобождението му през 1760 г. умира в родния му Десау.